# 李輝立
李輝立（Lee Fai Lup, Philip，1950年4月23日—），生於香港，香港足球圈知名人士，由1988年起在香港甲組足球聯賽流浪足球會創辦人畢特利手上接掌總監崗位至2025年退任，並且長期主管香港足球總會青年足球運動員訓練事務。

## 生平
李輝立生於香港，從小就成為香港流浪足球會球迷，本身從事二手車買賣生意。1988年，李輝立獨力接收當時已降至丙組作賽的流浪，成為球隊總監，並且定下3年計劃，於1992年球季成功帶領球隊重返甲組。自1993年起，李輝立開始擔任香港足球總會執委及青訓小組委員，負責帶領香港青年軍，其後於1995年起掌管香港奧運足球代表隊。1999年夏季，流浪獲得贊助商冠名為「奇利寶流浪」，更由南華羅致歐偉倫和加連奴域增強球隊實力，惟短短一個月贊助商就退出，兩人其後重返南華。當季由於欠缺贊助，僅由梁庭及李輝立兩人支撐球隊，只能夠以香港青年軍及城運會代表隊球員，組成「青春班」參賽，在一致睇淡下護級成功。2003年10月3日，流浪隊長張耀麟發生交通意外身故，李輝立宣布為了紀念他，在其有生之年，將張耀麟原來穿著的15號球衣號碼懸空。雖然流浪於於2007-08年度球季護級失敗降班，經過四個球季，才於2011-12年度球季贏得香港乙組足球聯賽冠軍，重返甲組作賽。不過，李輝立貫徹流浪創辦人畢特利的宗旨，堅持以培育新人為目標。